# ليلى ساز
ليلى ساز (بالتركية: Leyla Saz)‏ (1850، إسطنبول في تركيا - 6 ديسمبر 1936، إسطنبول في تركيا)؛ ملحنة، كاتِبة وشاعرة تركية.

## روابط خارجية
- ليلى ساز على موقع ميوزك برينز (الإنجليزية)